# Nando Angelini

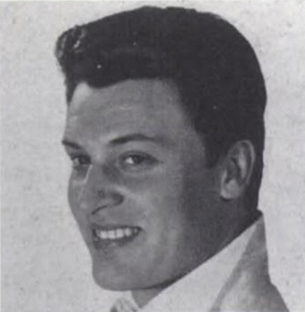
Nando Angelini, 1960

Ferdinando „Nando“ Angelini (* 17. August 1933 in Monteprandone, Ascoli Piceno, Marken; † 3. August 2025) war ein italienischer Schauspieler.

## Leben
Nando Angelini war Absolvent des Jahrgangs 1955 am Centro Sperimentale di Cinematografia und hatte von da an eine reichhaltige Filmkarriere, die er in zahlreichen Nebenrollen – trotz guter Ansätze gelang ihm nie der Sprung zum Hauptdarsteller – von Genrefilmen bis zum Ende der 1960er Jahre aufrechterhalten konnte. Dabei stellte er Cowboys, Dorfbewohner, einfache Arbeiter und kleinere Gauner dar. Seine Filmografie umfasst über 80 Filme. Daneben war er auch auf der Bühne und für das Fernsehen aktiv. Nach seiner Hochzeit im Jahr 1973 gab er die Schauspielerei auf.
Für eine seiner größten Rollen, im Film Colorado Charlie, benutzte er das Pseudonym Fernand Angels.

## Filmografie (Auswahl)
- 1959: Der falsche General (Il generale Della Rovere)
- 1960: Messalina (Messalina Venere imperatrice)
- 1960: Un dollaro di fifa
- 1960: Das Haus in der Via Roma (La viaccia)
- 1960: Das Schwert des roten Giganten (Il gigante della Tessaglia)
- 1961: Barabbas (Barabbà)
- 1961: Das Jüngste Gericht findet nicht statt (Il giudizio universale)
- 1961: Der Letzte der Wikinger (L'ultimo dei Vichinghi)
- 1961: I magnifici tre
- 1961: Romulus und Remus (Romolo e Remo)
- 1962: Germanicus in der Unterwelt (Maciste contro i mostri)
- 1962: Herkules, der Sohn der Götter (Ulisse contro Ercole)
- 1962: Verliebt in scharfe Kurven (Il sorpasso)
- 1963: Amore in Stockholm (Il diavolo)
- 1963: Die Arche Noah (Giacobbe, l’uomo che lottò con Dio)
- 1963: Herkules, Samson und Odysseus (Ercole sfida Sansone)
- 1964: Cyrano und d’Artagnan (Cyrano et d'Artagnan)
- 1964: Verrückter Sommer (Frenesia dell’estate)
- 1965: Heiße Grüße vom CIA (Operazione Stermino)
- 1965: Scarletto – Schloß des Blutes (Il boia scarlatto)
- 1965: Colorado Charlie
- 1966: Für 1000 Dollar pro Tag (Per mille dollari al giorno)
- 1966: Per un dollaro di gloria
- 1966: Raumkreuzer Hydra – Duell im All (2 + 5: missione Hydra)
- 1966: Töte, Ringo, töte (Uno sceriffo tutto d'oro)
- 1967: Operation „Kleiner Bruder“ (O. K. Connery)